# Serafima Sajanóvich
Serafima Andreyevna Sajanovich (en ruso: Серафима Андреевна Саханович; nacida el 9 de febrero de 2000) es una patinadora artística sobre hielo rusa. Ha ganado tres veces medalla de plata en el Challenger Series de la Unión Internacional de Patinaje sobre Hielo, fue ganadora de plata del Mundial Júnior de 2014 y 2015, medallista de plata de la final del Grand Prix en la categoría júnior en 2013 y 2014.

## Carrera

### Primeros pasos
Sakhanovich comenzó a patinar en el año 2007, su primera entrenadora fue Alina Pisarenko. Su participación en el Campeonato de Rusia de 2012 en nivel júnior le otorgó el lugar número 12, en la edición del año siguiente hizo su debut sénior y logró quedar en cuarto lugar.

### Trayectoria

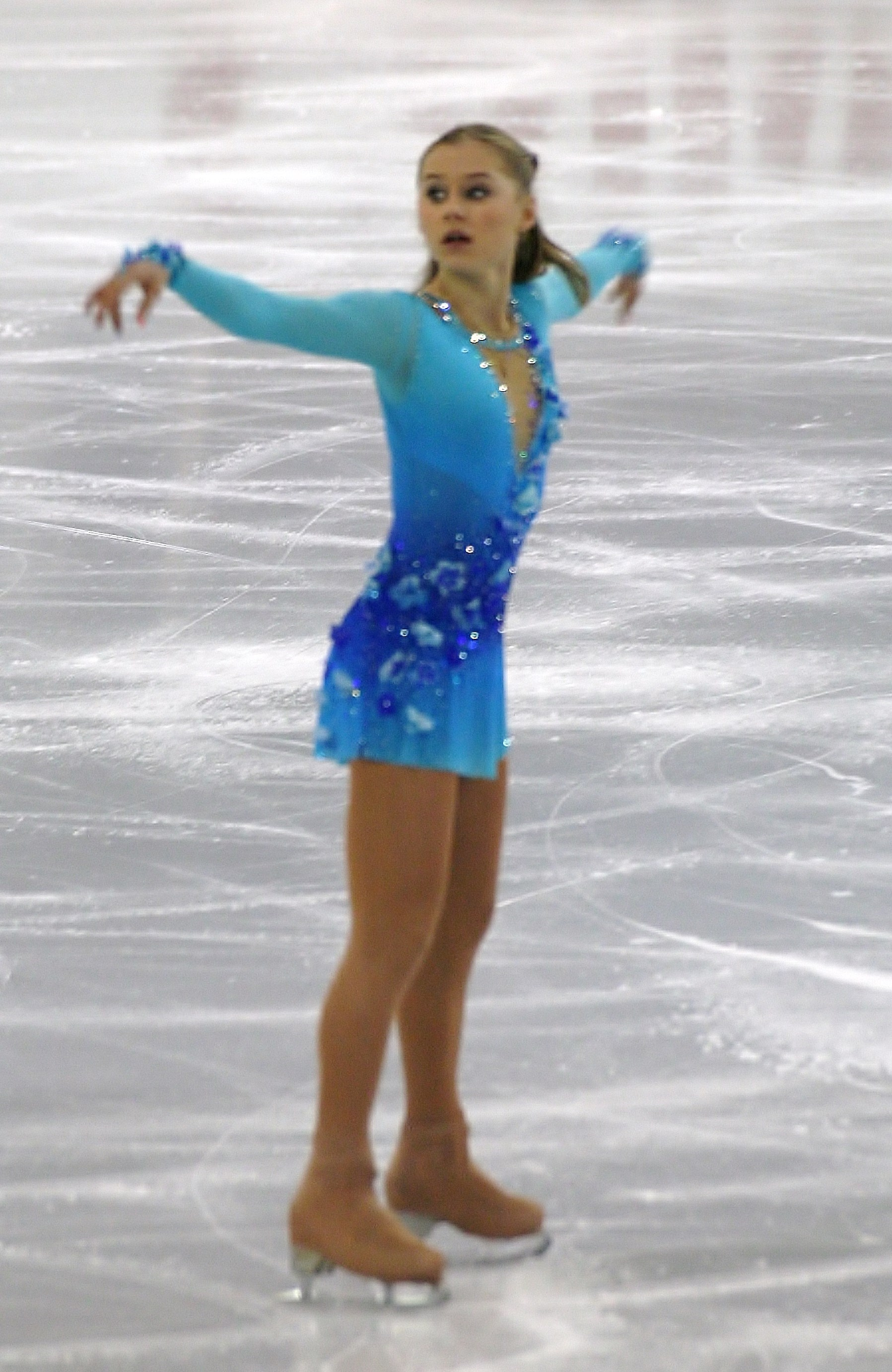
Sakhanovich en la final del Grand Prix en 2014.

El debut internacional de la patinadora fue en la temporada 2013-2014. Quedó en cuarto lugar en el Grand Prix Júnior en Eslovaquia, ganó la medalla de oro en su siguiente evento de Grand Prix Júnior en Estonia. Con sus resultados obtuvo la clasificación a la final del Grand Prix en la categoría júnior, se hizo ganadora de la medalla de plata detrás de Maria Sotskova. Sajanovich terminó en la sexta posición en su primera competencia sénior en el Campeonato de Rusia. Al principio entrenaba en San Petersburgo, se mudó a Moscú para ser entrenada por Eteri Tutberidze. Fue asignada para participar en el Júnior Grand Prix de la temporada 2014-2015 en Eslovenia. Ganó la medalla de oro en esas competiciones y calificó a la final del Grand Prix en Barcelona, donde ganó la medalla de plata.
En el Campeonato de Rusia de 2015 quedó en el quinto lugar. En los nacionales de Rusia de 2015 se hizo con la medalla de bronce, más adelante hizo un equipo para asistir al Campeonato del Mundo de 2015 en Estonia, donde ganó la medalla de plata. En abril de 2015 la patinadora regresó a San Petersburgo para entrenar con Alina Pisarenko, mencionó que se debía a motivos profesionales y familiares. La temporada 2015 inició con una séptima plaza en el Grand Prix de 2015 en España y cambió a Evgeni Rukavicin como entrenador. Ganó la medalla de plata en la Copa de Varsovia de 2015. En la Copa de Varsovia del 19 de noviembre de 2017 ganó el primer lugar con una puntuación total de 176.39. También participará en el Skate América de 2017.

### Programas
|           | Programa corto                                                            | Programa libre                             | Exhibición                           |
| --------- | ------------------------------------------------------------------------- | ------------------------------------------ | ------------------------------------ |
| 2016-2017 | Goodbye de Jan A. P. Kaczmarek (Coreografía de Olga Glinka)               | The Man With The Harmonica Ennio Morricone |                                      |
| 2015-2016 | 16 Tons de LeAnn Rimes                                                    | The Man With The Harmonica Ennio Morricone |                                      |
| 2014-2015 | My Sweet and Tender Beast de Eugen Doga (Coreografía de Eteri Tutberidze) | Oblivion de Astor Piazzolla                | Chandelier de Sia                    |
| 2013-2014 | Do Not Deny If You Are In Love de Mark Minkov                             | Closed School de Mark Erman                | Once Upon a December de Deana Carter |

### Resultados detallados nivel sénior
| Temporada 2017-2018         | Temporada 2017-2018             | Temporada 2017-2018 | Temporada 2017-2018 | Temporada 2017-2018 |
| Fecha                       | Evento                          | Programa corto      | Programa libre      | Total               |
| --------------------------- | ------------------------------- | ------------------- | ------------------- | ------------------- |
| 21–24 de diciembre de 2017  | Campeonato de Rusia de 2018     | 8 67.58             | 10 129.86           | 9 197.44            |
| 24–26 de noviembre de 2017  | Skate America de 2017           | 5 66.28             | 5 123.47            | 5 189.75            |
| 16–19 de noviembre de 2017  | Copa de Varsovia de 2017        | 1 61.23             | 1 115.16            | 1 176.39            |
| 26–29 de octubre de 2017    | CS Minsk-Arena Ice Star de 2017 | 2 60.63             | 2 113.86            | 2 174.49            |
| Temporada 2016-2017         |                                 |                     |                     |                     |
| Fecha                       | Evento                          | Programa corto      | Programa libre      | Total               |
| 20–26 de diciembre de 2016  | Campeonato de Rusia de 2017     | 13 59.37            | 12 116.16           | 12 175.53           |
| 20–27 de noviembre de 2016  | Trofeo CS Tallinn de 2017       | 2 60.78             | 2 116.57            | 2 177.35            |
| 21–23 de octubre de 2016    | Skate America de 2016           | 8 56.52             | 7 107.32            | 7 163.84            |
| 6–10 de octubre de 2016     | Trofeo CS Finlandia 2016        | 14 42.88            | 5 100.49            | 8 143.37            |
| 22–24 de septiembre de 2016 | Trofeo CS Nebelhorn 2016        | 6 52.69             | 5 101.99            | 6 154.68            |